# Bajo Culubre
Bajo Culubre ist ein Corregimiento des Bezirks Almirante in der Provinz Bocas del Toro in Panama. Bei der Volkszählung im Jahr 2023 hatte es 963 Einwohner. Das Corregimiento erstreckt sich über eine Fläche von 844,8 km².
Das Corregimiento wurde durch Gesetz Nr. 172 vom 19. Oktober 2020 geschaffen.

## Orte
Im Corregimiento Bajo Culubre befinden sich folgende Orte:
- Alto Uri o Nueva Zelanda
- Arcoiris
- Bajo Culubre
- Caña Blanca
- Ceiba Arriba
- Fábrega
- Lajas o Sol del Monte
- Los Naranjos
- Sitio Flores